# کریستال نایت
کریستال نایت (انگلیسی: Crystal Knight؛ زاده ۳۱ دسامبر ۱۹۷۳) بازیگر پورنوگرافی اهل ایالات متحده آمریکا است.